# Queen of Divorce
Queen of Divorce (en hangul, 끝내주는 해결사; en hanja, 끝내주는 解決士; romanización revisada, Kkeunnaejuneun haegyeolsa; literalmente, «Impresionante solucionador de problemas») es una serie de televisión web surcoreana dirigida por Park Jin-seok y protagonizada por Lee Ji-ah y Kang Ki-young. Se emitió por el canal JTBC desde el 31 de enero hasta el 7 de marzo de 2024, los miércoles y jueves a las 20:50 (hora local coreana). También está disponible en las plataformas TVING, Viu y Viki en distintas regiones del mundo.

## Sinopsis
Kim Sa-ra era una abogada de divorcios que se convirtió en la peor mujer divorciada. Casada con el hijo de la familia propietaria del mejor bufete de abogados de Corea, donde es director ejecutivo, Kim Sa-ra se convirtió en la protagonista legendaria de una historia en la que fingió un divorcio y luego se divorció de verdad. En el proceso perdió un hijo, perdió la licencia de abogada y perdió a su propia madre. Después de todo eso, regresó al mundo como directora del equipo de Solución: este no es un bufete de abogados de divorcios que ofrece divorcios de acuerdo con la ley, ni un centro de asesoramiento para parejas que de alguna manera gestiona la reconciliación, sino un bufete que ofrece soluciones de divorcio personalizadas que busca la mejor defensa (que no excluye la venganza) para el cónyuge agraviado.

## Reparto

### Principal
- Lee Ji-ah como Kim Sa-ra, jefa del equipo de la empresa de resolución de divorcios Solución y exabogada de Chayool Law Firm. Sa-ra lo perdió todo de la noche a la mañana después de ser traicionada por su marido, y a raíz de eso se ha transformado en una solucionadora de divorcios que castiga a los cónyuges inadecuados y ofrece soluciones personalizadas para aquellos que han sido agraviados.[6][7][8]
- Kang Ki-young como Dong Ki-joon, un abogado que es socio comercial de Sara y asesor de Solution. Es una persona que cuenta con una tenacidad y una perspicacia extraordinarias.[6][9][10]
- Oh Min-seok como Noh Yool-sung, el exmarido de Sara que es director ejecutivo del bufete  Chayul. Por fuera finge ser un hombre capaz y con buenos modales, pero en el fondo es una persona que no tiene reparos en engañar y destruir cosas sin sentirse culpable.[11]

### Secundario

#### Personal del bufete Solución
- Kim Sun-young como Son Jang-mi, directora ejecutiva de la empresa de resolución de divorcios Solución, aunque su pasión es gestionar un bar.[12]
- Lee Tae-goo como Kwon Dae-gi, miembro de Solución y antiguo experto en seguridad de datos.[13]
- Seo Hye-won como Kang Bom, miembro de Solución; antigua detective de policía, fue expulsada del cuerpo debido a su naturaleza enojada e impaciente cuando vio la injusticia.[13][14][15]
- Kim Si-hyun como Jang Hee-jin, gerente de Solución.

#### Entorno de Sa-ra
- Na Young-hee como Cha Hee-won, quien fue suegra de Sa-ra y es la madre de Yool-seong.[13][16]
- Kang Ae-shim como Park Jung-sook, la madre de Sa-ra, propietaria de un restaurante tteokbokki.[17]
- Jung Min-joon como Noh Seo-yoon, el único hijo de Sa-ra y Yool-seong.
- Lee Seo-an como Han Ji-in, la actual esposa de Yool-seong

#### Otros
- Shim Yi-young como Lee Joo-won, autora de superventas y madre de un hijo.[18]

## Producción y promoción
Queen of Divorce está producida por How Pictures, Drama House, y SLL; está escrita por Jeong Hee-son y dirigida por Park Jin-seok, que define la serie como «un drama donde coexisten dos cosas que parecen inconexas: la emoción del drama de acción y encontrar la felicidad en los pequeños detalles de la vida cotidiana [...] un drama que muestra soluciones especiales para casos especiales que son difíciles de manejar en la oficina de un abogado de divorcios de la vida real».
El reparto de la serie se anunció a principios de julio de 2023. Tras una larga trayectoria como secundario, Kang Ki-young interpreta en esta serie su primer papel protagonista. El 13 de diciembre de 2023 se difundieron imágenes de la lectura del guion, y el 27 un cartel con la imagen de la protagonista Lee Ji-ah. El 3 de enero de 2024 se lanzó un primer avance, al día siguiente un cartel de los dos protagonistas, y el 10 un segundo avance; el 16 se distribuyeron imágenes del rodaje y al día siguiente un tercer avance; el 24 del mismo mes se publicó el avance principal de la serie.

## Banda sonora original
| Parte | Fecha de publicación                                                                | Título                                                                              | Letra                                                                               | Música                                                                              | Artista                                                                             | Dur.                                                                                | Ref.                                                                                |
| ----- | ----------------------------------------------------------------------------------- | ----------------------------------------------------------------------------------- | ----------------------------------------------------------------------------------- | ----------------------------------------------------------------------------------- | ----------------------------------------------------------------------------------- | ----------------------------------------------------------------------------------- | ----------------------------------------------------------------------------------- |
| 1     | 7 de febrero de 2024                                                                | «Destiny»                                                                           | Shim Hyun-bo, Park Sung-jin                                                         | Park Sung-jin, Choi Min-chang                                                       | Lena Park                                                                           | 4:14                                                                                | [ 28 ] [ 29 ]                                                                       |
| 2     | 15 de febrero de 2024                                                               | «Don't Go Back»                                                                     | Jeon Seung-woo, Park Sung-jin                                                       | Choi Min-chang                                                                      | Siyeon (Dreamcatcher)                                                               | 3:27                                                                                | [ 30 ] [ 31 ]                                                                       |
| 3     | 29 de febrero de 2024                                                               | 기대도 돼 [«Puedes esperarlo»]                                                      | Kim Seong-yoon, Choi Sang-eon, Lee Seon-ju                                          | Lee Seon-ju, Kim Seong-yoon, Choi Sang-eon                                          | Jeong In                                                                            |                                                                                     | [ 32 ]                                                                              |
| Notas | Las canciones de la banda sonora tienen una versión instrumental de igual duración. | Las canciones de la banda sonora tienen una versión instrumental de igual duración. | Las canciones de la banda sonora tienen una versión instrumental de igual duración. | Las canciones de la banda sonora tienen una versión instrumental de igual duración. | Las canciones de la banda sonora tienen una versión instrumental de igual duración. | Las canciones de la banda sonora tienen una versión instrumental de igual duración. | Las canciones de la banda sonora tienen una versión instrumental de igual duración. |

## Audiencia
| Temporada | Temporada | Episodio número | Episodio número | Episodio número | Episodio número | Episodio número | Episodio número | Episodio número | Episodio número | Episodio número | Episodio número | Episodio número | Episodio número | Promedio |
| Temporada | Temporada | 1               | 2               | 3               | 4               | 5               | 6               | 7               | 8               | 9               | 10              | 11              | 12              | Promedio |
| --------- | --------- | --------------- | --------------- | --------------- | --------------- | --------------- | --------------- | --------------- | --------------- | --------------- | --------------- | --------------- | --------------- | -------- |
|           | 1         | 732             | 1036            | 1217            | 1253            | 1071            | 1277            | 1166            | 1215            | 949             | 1044            | 874             | 1190            | 1085     |

| Episodio | Fecha de emisión      | Índices de audiencia (Nielsen Korea) | Índices de audiencia (Nielsen Korea) |
| Episodio | Fecha de emisión      | Nacional                             | Seúl                                 |
| --- | --------------------- | ------------------------------------ | ------------------------------------ |
| 1 | 31 de enero de 2024   | 3,311 % (5.ª)                        | 3,363 % (4.ª)                        |
| 2 | 1 de febrero de 2024  | 4,897 % (5.ª)                        | 5,195 % (4.ª)                        |
| 3 | 7 de febrero de 2024  | 5,750 % (1.ª)                        | 5.642 % (1.ª)                        |
| 4 | 8 de febrero de 2024  | 5,680 % (4.ª)                        | 5,513 % (4.ª)                        |
| 5 | 14 de febrero de 2024 | 4,641 % (2.ª)                        | 4,386 % (1.ª)                        |
| 6 | 15 de febrero de 2024 | 5,585 % (4.ª)                        | 5,801 % (4.ª)                        |
| 7 | 21 de febrero de 2024 | 5,529 % (1.ª)                        | 5,743 % (1.ª)                        |
| 8 | 22 de febrero de 2024 | 5,229 % (5.ª)                        | 4,972 % (4.ª)                        |
| 9 | 28 de febrero de 2024 | 4,590 % (1.ª)                        | 4,410 % (1.ª)                        |
| 10 | 29 de febrero de 2024 | 4,958 % (5.ª)                        | 5,056 % (4.ª)                        |
| 11 | 6 de marzo de 2024    | 4,187% (4.ª)                         | 3,852% (5.ª)                         |
| 12 | 7 de marzo de 2024    | 5,775 % (4.ª)                        | 5,931 % (4.ª)                        |
| Promedio | Promedio              | 5,011 %                              | 4,989 %                              |
| - En la tabla superior, los números azules representan las calificaciones más bajas y los números rojos representan las más altas. - Esta serie se transmite en un canal de cable/televisión de pago, que normalmente tiene una audiencia menor respecto a las emisoras de televisión públicas/gratuitas (KBS, SBS, MBC y EBS). |                       |                                      |                                      |